# Oto-jima
Oto-jima (japanisch 乙島 Otojima) ist eine japanische Insel in der Präfektur Miyazaki, die zur Gemeinde Kadogawa gehört. Sie liegt östlich von Kyūshū in der Bucht von Kadogawa. Die unbewohnte Insel, die eine Fläche von 17 Hektar aufweist, wurde als Landschaftlich Schöner Ort auf Präfekturebene ausgewiesen. Ihr Umfang beträgt etwa 4 km. Im Frühjahr blühen die Kirschen auf der Insel und im Sommer ist sie ein beliebter Ort zum Campen und Fischen.